# ليليان هيلمان
ليليان فلورانس هيلمان (بالإنجليزية: Lillian Hellman)‏ (20 يونيو 1905 - 30 يونيو 1984) هي كاتبة مسرحية وكاتبة سيناريو أمريكية اشتهرت لنجاحها بصفتها كاتبة مسرحية في برودواي، ولتعاطفها مع الشيوعية، ونشاطها السياسي. أُدرجت في القائمة السوداء بعد ظهورها أمام لجنة مجلس النواب حول الأنشطة غير الأمريكية (إتش يو إيه سي) في ذروة الحملات المناهضة للشيوعية بين العامين 1947 و1952. على الرغم من أنها واصلت العمل في برودواي في خمسينيات القرن العشرين، فإم إدراجها في القائمة السوداء من قبل صناعة الأفلام الأمريكية تسبب في انخفاض دخلها. أشاد الكثير بهيلمان لرفضها الإجابة على أسئلة لجنة مجلس النواب حول الأنشطة غير الأمريكية، لكن آخرين اعتقدوا -على الرغم من إنكارها- أنها تنتمي إلى الحزب الشيوعي.
بصفتها كاتبًة مسرحيًة، حققت هيلمان العديد من النجاحات في برودواي، مثل مسرحية مشاهدة نهر الراين، وحديقة الخريف، وألعاب في العلية، وجزء آخر من الغابة، وساعة الأطفال، والذئاب الصغيرة. واقتُبست مسرحيتها الذئاب الصغيرة التي تعد شبه سيرة ذاتية لتصبح سيناريو لفيلم، لعبت دور البطولة فيه بيت ديفيس، وحصل الفيلم على ترشيح لجائزة الأوسكار لأفضل كتابة سيناريو مقتبس في عام 1942.
كانت هيلمان على علاقة عاطفية بزميلها الكاتب والناشط السياسي داشييل هاميت، مؤلف الروايات البوليسية الكلاسيكية مثل الصقر المالطي والرجل النحيف، الذي كان مدرجًا في القائمة السوداء أيضًا مدة 10 سنوات حتى وفاته في عام 1961. ولم يتزوجا أبدًا.
بدأ تحري دقة هيلمان بعد أن رفعت دعوى تشهير ضد ماري ماكارثي. في عام 1979، في عرض ديك كافيت، قالت ماكارثي إن «كل كلمة تكتبها هي كذبة، بما في ذلك أحرف العطف والتعريف». في أثناء دعوى التشهير، وجد المحققون أخطاء في مذكرات هيلمان الشعبية مثل كتاب بنتيمينتو (كتاب اللوحات). إذ قالوا إن قسم «جوليا» من الكتاب، الذي كان الأساس لفيلم جوليا عام 1977 الحائز على جائزة الأوسكار، كان في الواقع مبنيًا على حياة موريل غاردينر. وقالت مارثا غيلهورن -واحدة من أبرز المراسلين الحربيين في القرن العشرين وكذلك الزوجة الثالثة لإرنست همينغوي- إن ذكريات هيلمان عن همينغوي والحرب الأهلية الإسبانية كانت خاطئة. اتهمت ماكارثي وغيلهورن وآخرون غيرهم هيلمان بالكذب بشأن عضويتها في الحزب الشيوعي وأنها ستالينية غير نادمة.

## سيرة حياتها

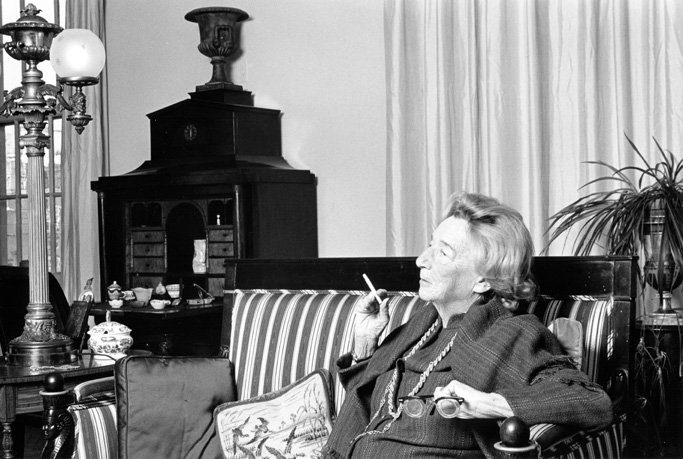
العربية: ليليان هيلمان في شقتها، كما تم تصويرها بواسطة ©Lynn Gilbert 1977، نيويورك.

### نشأتها وزواجها
ولدت ليليان فلورانس هيلمان في نيو أورليانز بولاية لويزيانا، في عائلة يهودية. والدتها جوليا نيوهاوس من ديموبوليس، ألاباما، ووالدها ماكس هيلمان، بائع أحذية في نيو أورليانز. وكانت والدة جوليا نيهاوس هي صوفي ماركس، من عائلة مصرفية ناجحة، وليونارد نيوهاوس، تاجر خمور في ديموبوليس. وعلى مدار معظم طفولتها، قضت النصف من كل عام في نيو أورليانز، في سكن طلابي تديره خالاتها، والنصف الآخر في مدينة نيويورك. درست لمدة عامين في جامعة نيويورك ثم خضعت لعدة دورات في جامعة كولومبيا.
في 31 ديسمبر 1925، تزوجت هيلمان بآرثر كوبر -كاتب مسرحي ووكيل دعاية- على الرغم من أنهما عاشا معظم الوقت منفصلين. وفي عام 1929، سافرت عبر أوروبا لبعض الوقت واستقرت في بون لمواصلة تعليمها. شعرت بانجذاب أولي تجاه مجموعة طلابية نازية دافعت عن «نوع من الاشتراكية»، ولكن استجوابهم لها حول صلاتها باليهودية جعل معاداتهم للسامية واضحة، وعادت فورًا إلى الولايات المتحدة. بعد سنوات كتبت: «ثم لأول مرة في حياتي فكرت في كوني يهودية».

## وصلات خارجية
- ليليان هيلمان على موقع IMDb (الإنجليزية)
- ليليان هيلمان على موقع الموسوعة البريطانية (الإنجليزية)
- ليليان هيلمان على موقع مونزينجر (الألمانية)
- ليليان هيلمان على موقع ألو سيني (الفرنسية)
- ليليان هيلمان على موقع ميوزك برينز (الإنجليزية)
- ليليان هيلمان على موقع أول موفي (الإنجليزية)
- ليليان هيلمان على موقع قاعدة بيانات برودواي على الإنترنت (الإنجليزية)
- ليليان هيلمان على موقع قاعدة بيانات الأفلام السويدية (السويدية)
- ليليان هيلمان على موقع إن إن دي بي (الإنجليزية)
- ليليان هيلمان على موقع قاعدة بيانات الفيلم (الإنجليزية)